# Kōtarō Hayashi
Kōtarō Hayashi (林 幸多郎?, Hayashi Kōtarō; Ureshino, 16 novembre 2000) è un calciatore giapponese, difensore del Machida Zelvia.

## Caratteristiche tecniche
È un difensore destro che ricopre il ruolo di terzino sinistro se schierato in un 4-4-2 oppure può essere utilizzato come un esterno sinistro di centrocampo se posizionato in un 3-4-2-1.

## Statistiche

### Presenze e reti nei club
Statistiche aggiornate all'8 dicembre 2024.
| Stagione              | Squadra               | Campionato            | Campionato | Campionato | Coppa nazionale | Coppa nazionale | Coppa nazionale | Coppe continentali | Coppe continentali | Coppe continentali | Altre coppe | Altre coppe | Altre coppe | Totale | Totale |
| Stagione              | Squadra               | Comp                  | Pres       | Reti       | Comp            | Pres            | Reti            | Comp               | Pres               | Reti               | Comp        | Pres        | Reti        | Pres   | Reti   |
| --------------------- | --------------------- | --------------------- | ---------- | ---------- | --------------- | --------------- | --------------- | ------------------ | ------------------ | ------------------ | ----------- | ----------- | ----------- | ------ | ------ |
| 2023                  | Yokohama FC           | J1                    | 29         | 2          | CG+CdL          | 0+3             | 0               | -                  | -                  | -                  | -           | -           | -           | 32     | 2      |
| 2024                  | Machida Zelvia        | J1                    | 34         | 0          | CG+CdL          | 0+3             | 0               | -                  | -                  | -                  | -           | -           | -           | 37     | 0      |
| 2025                  | Machida Zelvia        | J1                    | 0          | 0          | CG+CdL          | 0               | 0               | ACL                | 0                  | 0                  | -           | -           | -           | 0      | 0      |
| Totale Machida Zelvia | Totale Machida Zelvia | Totale Machida Zelvia | 34         | 0          |                 | 3               | 0               |                    | 0                  | 0                  |             | -           | -           | 37     | 0      |
| Totale carriera       | Totale carriera       | Totale carriera       | 63         | 2          |                 | 6               | 0               |                    | 0                  | 0                  |             | -           | -           | 69     | 2      |